# Мухаммад VII аль-Мустаїн
Абу Абдаллах Мухаммад VII аль-Мустаїн (араб. أبو عبد الله محمد السابع بالمستعين; бл. 1370 — 13 травня 1408) — 12-й емір Гранадського емірату в 1392—1408 роках. Його лакаб аль-Мустаїн перекладається як «Той, кого підтримує Бог».

## Життєпис
Походив з династії Насрідів. Син Юсуфа II, еміра Гранади. Народився близько 1370 року. У 1392 році влаштував проти батька змову, яку було викрито. Втім Мухаммада було пробачено. Але він невдовзі сприяв отруєнню Юсуфа II, після чого став гранадським еміром. запроторив брата Юсуфа до фортеці Салобренья
Замін батьківського візира Ібн Замрака на Мухаммада аль-Хаммамі. Водночас Ібн замрака було призначено катібом (секретарем еміра). Але побоючись впливу останнього Мухаммада VII наказав 1393 року вбити Ібн Замрака.
У 1394 році Мартин Яньєс де ла Барбуда, магістр ордену Алькантара і васал короля Кастилії, організував хрестовий похід проти Гранади. В свою чергу емір гранади відправив посланця до Енріке III, короля Кастилії, зі скаргою на Барбуду, проте марно. Проте у битві неподалік від Гранади війська еміра перемогли Мартина Яньєса де ла Барбуду, захопивши 1200 полонених. Сам Барбуда загинув. В подальшому відбувалися прикордонні сутички з Кастилією і Арагоном. Але кожна зі сторін намагалася відновити мирні відносини. У 1397 році Мухаммад VII наказав стратити францисканців, що прибули до Гранади з метою проповіді християнства. В результаті сутички перейшли в обопільні рейди кастильських і арагонських ідальго з одного боку, та гранадських вояків з другого.
У 1404 році почалася формуватися коаліція Кастилії і Арагону, спрямована проти Гранадського емірату. Наварра формально доєдналася до неї. Але наваррський король Карл III інформував Мухаммада VII про її утворення, а також відправив 3 судан з пшеницею.
4 травня 1405 року емір Гранади уклав договір з Мартином I, королем Арагону, за яким постачав Арагону 400—500 лицарів і оплачував їх вартість від 2840 до 3540 кастельяно на місяць. Натомість Арагон надав Гранаді 4 або 5 галер з екіпажем 30 арбалетників та 220 моряків, витрати яких Гранада також оплачувала у розмірі 900 кастельяно за галеру на місяць.
Водночас гранадський емір продовжив напади на кастильські володіння, зокрема на захоплює Ронду, загонами гранадців сплюндровано околиці міст Вера і Лорка. Така політика спровокувала до нового походу кастильських військ проти Гранади і до закриття Кастилією для емірату Гібралтарської протоки. 16 лютого 1406 року у битві біля Вера-ді-Мурсія кастильці завдали поразки гранадцям. У жовтні того ж року Мухаммад VII у битві біля Коллехаросі зазнав нової поразки. 6 жовтня 1406 року було укладено Мадридське перемир'я з Кастилією.
Втім прикордонні сутички та рейди гранадців тривали, що викликало збурення кастильців. Почалися перемовини в Толедо, але у грудні 1406 року, скориставшись смертю короля Кастилії, Мухаммад VII вирішив продовжити кампанію. Було взято в облогу Хаен і захоплено замок Бедмар. Втім кастильська армія змусило гранадське військо зняти облогу Хаєна. У 1407 році кастильці захопили навколишні замки поблизу Ронди. У лютому 1408 року емір невдало облягав замок Алькаудет. Зрештою 15 квітня 1408 року було укладено нове перемир'я. десь через місяць емір помер, а трон перейшов до його зведеного брата Юсуфа III ан-Насира.